# Baldwin (Illinois)
Baldwin – wieś w Stanach Zjednoczonych, w stanie Illinois, w hrabstwie Randolph.